# Brahіn
Brahin (belarusiska: Брагін, även ryska: Брагин: Bragin) är en köping i Belarus.   Den ligger i Homels voblast, i den sydöstra delen av landet, 300 km sydost om huvudstaden Mіnsk. Brahin ligger 113 meter över havet och antalet invånare är 3 698. Brahin är huvudort i Brahіn rajon.

## Natur och klimat
Terrängen runt Brahin är mycket platt. Runt Brahіn är det mycket glesbefolkat, med 6 invånare per kvadratkilometer.. Det finns inga andra samhällen i närheten.
Omgivningarna runt Brahіn är en mosaik av jordbruksmark och naturlig växtlighet.